# Mridangam
Il mridangam (in tamil: மிருதங்கம்) è uno strumento a percussione indiano, utilizzato principalmente nella musica carnatica e formato da due membrane che producono rispettivamente un suono più grave e un suono più acuto.